# 劉松
劉松（1972年5月12日—），阿根廷乒乓球運動員，曾代表國家參加2012年倫敦奧運的乒乓球男子單打比賽，並未獲得獎牌。他于2011年在泛美运动会上获得男子单打金牌。